# Caipora

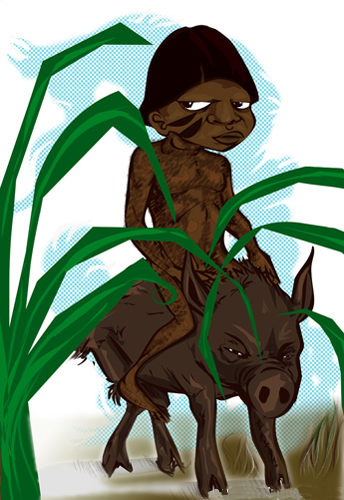

Caipora är hos indianerna i Brasilien ett kvinnligt skogsväsen, djurens beskyddare mot jägarna. 